# Анђела Фрајтовић
Анђела Фрајтовић (рођена 8. јула 2000) је српска фудбалерка која игра на позицији одбране и наступила је за женску фудбалску репрезентацију Србије.

## Каријера
Анђела Фрајтовић је ограничена на репрезентацију Србије, и појављује се за тим током ФИФА квалификације за светски куп за жене (2019).